# 懋嫔
懋嬪（17世紀—1729年），宋氏，主事金柱之女。清朝雍正帝之嬪，皇長女和皇三女之生母。

## 生平
康熙年間，入侍多羅貝勒胤禛的府邸為侍妾，稱為格格。康熙三十三年 (1694年) 三月十六日丑時，宋氏為剛十七歲的胤禛生下皇長女（未逾月就夭折）。康熙四十五年 (1707年) 十二月初五日，宋氏生皇三女（未逾月就夭折）。
根據《清實錄》的記載，雍正元年二月十四日，詔封格格宋氏為懋嬪。同年十一月，五品官加一級總管太監劉進忠向世宗呈上一份统计内庭用金数目的摺件，摺件稱为懋嫔制作雙翟鳥金朝冠顶、金箍、项圈等项使用赤金的情况。十二月二十二日举行册封礼。從祭文可知，懋嬪是一位秉心温厚、賦性平和的女子，曾輔助有關挑選女官的事宜。
然而，根據原始檔案，雍正元年二月十四日，總理事務王大臣等奉朱諭：「奉太后額娘懿旨，年氏側福晉封為貴妃，李氏側福晉、錢氏格格封為妃，宋氏格格、耿氏格格封為嬪」。二月二十一日，內閣大學士馬齊等人草擬了十個冊封妃、嬪字號，另行繕折進呈，讓雍正帝欽定後交禮部照例辦理。相關朱筆選定妃嬪字號折的漢文部分稱：「(齊)李氏側室福金封為_妃，(熹)錢氏格格封為_妃，(裕)宋氏格格封為_嬪，(懋)耿氏格格封為_嬪。恭擬冊封妃嬪字號，隆、熹、齊、謙、慶、懋、憲、裕、介、修」。此折的漢文部分載有選定的妃嬪字號，用朱筆寫於妃嬪姓氏之上，即前面引文圓括號內齊、熹、裕、懋四個漢字，研究學者李剛先生認為從字跡來看，這四個字與朱批奏折和朱諭檔案內雍正帝的朱筆字跡有所差異，但因使用朱筆，即使是由大學士等代筆，也是經過雍正帝欽定的:151-152。
雍正八年九月，懋嬪逝世。當時的泰陵才剛興工，妃園寢尚未營建，懋嬪金棺便停駐在定慧寺，後暫安於北京西郊的田村殯宮，致祭懋嫔的事依照康熙帝端嫔之例预备。乾隆二年十二月，隨同齊妃李氏的金棺奉移至西陵泰陵妃園寢。懋嬪券座位於前排右邊第一位，泰陵妃園寢中唯一葬入的嬪。
清史館本《后妃傳》誤稱「懋妃宋氏，主事金桂女」。